# Wolf and Sheep
Wolf and Sheep ist eine Tragikomödie von Shahrbanoo Sadat, die am 16. Mai 2016 im Rahmen der Reihe Quinzaine des réalisateurs bei den Internationalen Filmfestspielen von Cannes 2016 erstmals gezeigt wurde. Im Rahmen der Quinzaine des réalisateurs wurde die Regisseurin dort mit dem Art Cinema Award ausgezeichnet. Der Kinostart in Deutschland war am 7. Juni 2018.

## Handlung

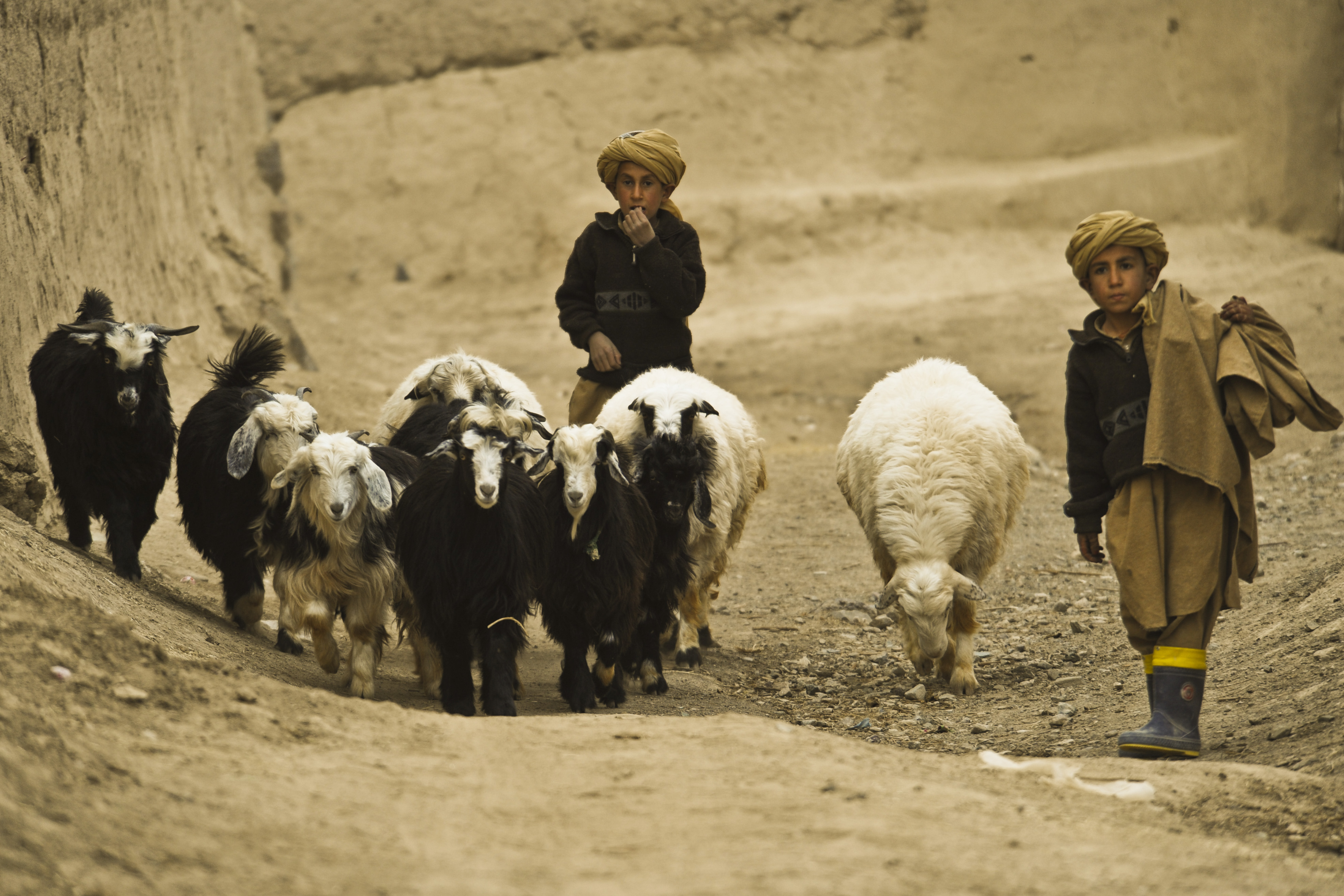
In Afghanistan lernen bereits Kinder Schafe zu hüten und Wölfe zu verjagen

Die Hirtenkinder in einer entlegenen Region in Afghanistan wissen um die Regel, dass Jungen und Mädchen nicht zusammen sein dürfen. So knüpfen die Jungen Schlingen und basteln Steinschleudern, mit denen sie trainieren, Wölfe zu verjagen. Die Mädchen unterdessen rauchen heimlich Weizenhalme und malen sich aus, dass sie bald den Mann ihrer Träume finden und spielen Heiraten. Über die 11-jährige Sediqa klatschen sie heimlich, denn sie denken, die Außenseiterin sei verflucht. Auch der gleichaltrige Qodrat wird zur Zielscheibe des Gespötts, als seine Mutter nach dem Tod seines Vaters mit einem alten Mann wiederverheiratet wird, der bereits zwei Frauen hat. Daher streift Qodrat am liebsten alleine durch die abgelegensten Teile der Berge. Sediqa hütet in den Bergen Schafe und Ziegen, die sie jeden Morgen im Dorf abholt und abends wieder zu ihren Eigentümern zurückbringt. Bald schon lernen sich die beiden Außenseiter kennen. Sediqa und Qodrat bemerken, dass es ihnen ähnlich ergangen ist und werden Freunde, auch wenn sie wissen, dass sie eigentlich nicht zusammen sein dürften. Doch eines Tages wird Qodrat von seiner Mutter weggeschickt.

## Produktion

### Hintergrund
Die Regie übernahm die junge Afghanin Shahrbanoo Sadat, die auch das Drehbuch zum Film schrieb.  Der Film ist inspiriert von Sadats eigener Jugend, beruht aber auch auf den Tagebuchaufzeichnungen ihres Regieassistenten und Szenenbildners Anwar Hashimi. Die Filmemacherin wurde 1990 in Teheran als Tochter afghanischer Flüchtlinge geboren. Als sie 11 Jahre alt war, zog ihre Familie von der geschäftigen iranischen Hauptstadt in ein abgelegenes Dorf in einer ländlichen Region im Zentrum Afghanistans, wo es keine Elektrizität, kein Telefon und keine Schule gab, die Mädchen besuchen konnten. So machte sich Sadat jeden Tag zu Fuß auf den Weg zu einer drei Stunden entfernten Schule. Der Wegzug aus Teheran war für Sadat ein großer Kulturschock: „Es gab dort nichts, nur hohe Berge, Staub und Menschen, die ich nicht kannte.“ Weil sie ihre Brille, die sie mitgebracht hatte, nicht ablegen wollte, wurde sie von den anderen geächtet und fühlte sich immer als Außenseiterin. Auch in dem Dorf, in das sie gezogen waren, schotteten sich Männer und Frauen wie im Film voneinander ab. Die Frauen waren im Haus, kochten, putzten und trockneten Dung, während sich die Männer draußen mit der Viehzucht und Schlachtung beschäftigten und allgemein darüber entschieden, was Recht und Unrecht war.
Nach sieben Jahren verließ Sadat das Dorf und zog nach Kabul, um dort die Schule zu beenden. Dort besuchte sie später einen Dokumentationsfilm-Workshop der Ateliers Varan. Hier drehte sie auch ihren ersten Kurzfilm Vice Versa One, den sie 2011 im Rahmen der Quinzaine des réalisateurs in Cannes vorstellte. Als Sadat gerade 20 Jahre alt war, wurde sie von der Cannes’ Cinéfondation Residence ausgewählt und lernte in Paris die Grundlagen des Filmemachens. Dort begann sie auch anspruchsvolle Filme zu schauen, eine Gelegenheit, die sich ihr zuvor nicht geboten hatte. 2013 gründete Sadat in Kabul das Produktionsunternehmen Wolf Pictures und begann ihren Film Wolf and Sheep zu produzieren. Heute pendelt Sadat zwischen Kabul und Kopenhagen.
Der Film Wolf and Sheep wurde von dem dänischen Filmunternehmen Adomeit Film produziert und von La Fabrica Nocturna Productions aus Frankreich, Zentropa Sweden und dem von Sadat gegründeten Produktionsunternehmen Wolf Pictures koproduziert. Die Produktionskosten des Films betrugen umgerechnet insgesamt rund 920.000 US-Dollar. An der Finanzierung des Films waren 413 einzelne Geldgeber beteiligt, die durch eine Crowdsourcing-Aktion gewonnen wurden. Die Regisseurin beschreibt Wolf and Sheep nicht als reines Filmdrama: „Natürlich ist der Film humorvoll gemeint – vor allem die afghanischen Zuschauer amüsieren sich, sie erkennen vieles wieder. Mein Problem ist nur, dass ich den Film in Afghanistan gar nicht zeigen kann.“

### Besetzung und Dreharbeiten
Die Hauptrollen von Sediqa und Qodrat wurden von den afghanischen Nachwuchsschauspielern Sediqa Rasuli und Qodratolla Qadiri übernommen, für die es jeweils die erste Rolle in einem Spielfilm war. Die Namen der Figuren, die sie darstellen, wurden ihren eigentlichen Vornamen angepasst. Sadat gab den beiden nie ein Drehbuch in die Hand, sondern erklärte ihnen die einzelnen Szenen etwa fünf Minuten vor deren Aufnahmen. Auf diese Art, so Sadat, konnten die beiden Darsteller viel von sich selbst in die Rolle einbringen. Sadat gab lediglich die Regeln vor, dass sie nicht mit ihr reden, nichts sagen, was sie nicht auch im normalen Alltag sagen und nicht in die Kamera schauen sollten.

Gedreht wurde der Film in einem Tal in Tadschikistan, hier die Stadt Vrang in der Nähe zur afghanischen Grenze

Für die Dreharbeiten, die in Tadschikistan stattfanden, wurden zudem 38 Bewohner aus ländlichen afghanischen Regionen eingeflogen, die die weiteren Rollen übernahmen. Viele dieser hatten ihr Dorf oder Afghanistan noch nie zuvor verlassen. Diese Laienschauspieler tragen die Namen Amina, Sahar, Masuma, Mohammad Amin, Zekria, Qorban Ali und Ali Khan. Die Dreharbeiten hatten in Tadschikistan stattgefunden, einem Nachbarland von Afghanistan, dem Handlungsort, wo sie ursprünglich stattfinden sollten. Weil sich allerdings die Sicherheitsbedingungen in Afghanistan verschlechtert hatten und viele Mitglieder der Filmcrew Frauen waren, was auch ein Problem darstellte, wurde stattdessen ein von Bergen umgebenes Tal in Tadschikistan, in der Grenzregion zu Afghanistan, als Drehort gewählt. Sadat sagte später, sie hätte ihre ganze Kreativität aufbringen müssen, diesen Drehort nach Afghanistan aussehen zu lassen. Neben den Darstellern waren über 80 Tiere in die Produktion eingebunden, darunter Schafe, Kühe, Esel und Ziegen.

### Kostüme und Ausstattung
Die Nebendarsteller trugen im Film ihre eigene, bunte Kleidung. Am Drehort errichtete man ein komplettes afghanisches Dorf  und ließ von Arbeitern Steinhäuser bauen, die denen in Afghanistan ähnelten.

### Veröffentlichung
Der Film wurde am 16. Mai 2016 im Rahmen der Reihe Quinzaine des réalisateurs bei den Internationalen Filmfestspiele von Cannes erstmals gezeigt. Am 1. Juli 2016  wurde der Film beim Internationalen Filmfestival Karlovy Vary und am 7. August 2016 beim Internationalen Filmfestival von Locarno vorgestellt. Ab 9. Oktober 2016 wurde der Film im Rahmen des London Film Festivals gezeigt. Ab dem 9. November 2016 wurde der Film im Rahmen des Wettbewerbs beim Filmfest in Braunschweig gezeigt. Im November 2016 wurde der Film im Rahmen des International Film Festivals of India vorgestellt. Am 30. November 2016 kam der Film in die französischen Kinos. Im Juni 2017 wurde der Film beim Sydney Film Festival gezeigt. Am 7. Juni 2018 kam der Film in die deutschen Kinos.

## Rezeption

### Kritiken
Alissa Simon von Variety sagt, der Film sei trotz des bescheidenen Budgets angenehm für das Auge, und ein starkes Sound Design schaffe ein Ambiente, das zusätzlich dazu beitrage, sich ganz nah am Geschehen zu fühlen.
Thomas Sotinel von Le Monde meint, Sadat habe mit großer Empathie und scharfem Blick einen Film von der Lebensrealität eines Landes geschaffen, das von Bürgerkriegen geplagt ist.
Georges Wyrsch vom Schweizer Radio und Fernsehen meint, dass der Film der afghanischen Regisseurin im Hauptprogramm des Filmfestivals von Cannes gezeigt wurde, sei ein Novum gewesen.  Wyrsch sagt, es handele sich um einen märchenhaften, romantischen und poetischen Film, dessen derbe Dialoge für Lacher sorgten.
Julia Marx vom Tages-Anzeiger erkennt im Film eine glaubhafte Lebendigkeit, die dem unverklärten und ganz nüchternen Blick der Regisseurin auf die archaische Lebensweise geschuldet sei, wodurch Wolf and Sheep fast dokumentarisch wirke, aber auch ein poetischer Realismus sei im Film zu erkennen. Auch wenn im Film immer wieder nackte grüne Feen oder aufrecht gehende Wölfe surreal durch die Szenerie streiften, bleibe der Grundton des Films doch naturalistisch.
Gerhard Midding von epd Film erklärt, die Regisseurin zeichne ein Bild ihrer Heimat im Herzen Afghanistans, das von berückender Konkretion sei: „Etliche Dialoge wurden von den jungen Darstellern improvisiert und stecken zuweilen voll munterer Obszönitäten. Ihre Erzählungen wiederum kreisen nicht nur um das Motiv der Verwandlung, sondern stets auch um das der Bestrafung. Die Gewalt gehört zur Alltagsordnung dieser Welt, der Sharhbanoo Sadat nie den Anschein einer Idylle verleiht.“

### Auszeichnungen (Auswahl)
Internationale Filmfestspiele von Cannes 2016 / Quinzaine des Réalisateurs 2016
- Nominierung für die Goldene Kamera (Shahrbanoo Sadat)
- Auszeichnung mit dem Art Cinema Award im Rahmen der Director’s Fortnight (Shahrbanoo Sadat)[14][15]

Festival international du film de Femmes de Salé  2016
- Auszeichnung mit dem Spezialpreis der Jury[16]

Jerusalem Film Festival 2016
- Nominierung für den FIPRESCI-Preis in der Kategorie International First Film (Shahrbanoo Sadat)

Sydney Film Festival 2017
- Nominierung als Bester Film für den Sydney Film Prize (Shahrbanoo Sadat)[17]